# Florent Muslija
Florent Muslija (Achern, 6 luglio 1998) è un calciatore kosovaro con cittadinanza tedesca, centrocampista del Fortuna Düsseldorf, in prestito dal Friburgo, e della nazionale kosovara.

## Biografia
Nato e cresciuto in Germania ma è kosovaro-albanese.

## Caratteristiche tecniche
È un trequartista che può giocare anche largo sulla fascia in posizione avanzata.

## Carriera

### Club
Cresciuto nel settore giovanile del Karlsruhe, ha esordito in prima squadra il 21 maggio 2017 in occasione del match di 2. Fußball-Bundesliga perso 2-1 contro l'Eintracht Braunschweig.
Il 31 agosto 2018, nell'ultimo giorno di calciomercato, viene acquistato per 2 milioni di euro dall'Hannover 96. Esordisce con il nuovo club il 30 settembre successivo trovando subito il gol nel match perso 4-1 contro l'Eintracht Francoforte.
Il 2 gennaio 2022 si trasferisce al Paderborn a titolo definitivo.
Il 24 gennaio 2024, passa a titolo definitivo al Friburgo, in Bundesliga.
L'8 agosto 2025 viene ceduto in prestito al Fortuna Düsseldorf.

### Nazionale
Dopo aver rappresentato la selezione Under-20 tedesca, con cui ha realizzato un gol in 5 gare, nel 2019 opta per giocare per la nazionale kosovara.

## Statistiche

### Presenze e reti nei club
Statistiche aggiornate al 24 gennaio 2024.
| Stagione         | Squadra          | Campionato       | Campionato | Campionato | Coppe nazionali | Coppe nazionali | Coppe nazionali | Coppe continentali | Coppe continentali | Coppe continentali | Altre coppe | Altre coppe | Altre coppe | Totale | Totale |
| Stagione         | Squadra          | Comp             | Pres       | Reti       | Comp            | Pres            | Reti            | Comp               | Pres               | Reti               | Comp        | Pres        | Reti        | Pres   | Reti   |
| ---------------- | ---------------- | ---------------- | ---------- | ---------- | --------------- | --------------- | --------------- | ------------------ | ------------------ | ------------------ | ----------- | ----------- | ----------- | ------ | ------ |
| mag.-giu. 2017   | Karlsruhe        | ZL               | 1          | 0          | CG              | 0               | 0               | -                  | -                  | -                  | -           | -           | -           | 1      | 0      |
| 2017-2018        | Karlsruhe        | DL               | 37+2       | 1+0        | CG              | 1               | 0               | -                  | -                  | -                  | -           | -           | -           | 40     | 1      |
| lug.-ago. 2018   | Karlsruhe        | DL               | 5          | 1          | CG              | 1               | 0               | -                  | -                  | -                  | -           | -           | -           | 6      | 1      |
| Totale Karlsruhe | Totale Karlsruhe | Totale Karlsruhe | 43+2       | 2+0        |                 | 2               | 0               |                    | -                  | -                  |             | -           | -           | 47     | 2      |
| 2018-2019        | Hannover 96      | BL               | 17         | 2          | CG              | 1               | 0               | -                  | -                  | -                  | -           | -           | -           | 18     | 2      |
| 2019-2020        | Hannover 96      | ZL               | 20         | 1          | CG              | 1               | 0               | -                  | -                  | -                  | -           | -           | -           | 21     | 1      |
| 2020-2021        | Hannover 96      | ZL               | 26         | 5          | CG              | 2               | 0               | -                  | -                  | -                  | -           | -           | -           | 28     | 5      |
| 2021-gen.2022    | Hannover 96      | ZL               | 13         | 1          | CG              | 1               | 1               | -                  | -                  | -                  | -           | -           | -           | 14     | 2      |
| Totale Hannover  | Totale Hannover  | Totale Hannover  | 76         | 9          |                 | 5               | 1               |                    | -                  | -                  |             | -           | -           | 81     | 10     |
| gen.-giu.2022    | Paderborn        | ZL               | 16         | 6          | CG              | 0               | 0               | -                  | -                  | -                  | -           | -           | -           | 16     | 6      |
| 2022-2023        | Paderborn        | ZL               | 33         | 10         | CG              | 2               | 0               | -                  | -                  | -                  | -           | -           | -           | 35     | 10     |
| 2023-gen.2024    | Paderborn        | ZL               | 16         | 7          | CG              | 3               | 2               | -                  | -                  | -                  | -           | -           | -           | 19     | 9      |
| Totale Paderborn | Totale Paderborn | Totale Paderborn | 65         | 23         |                 | 5               | 2               |                    | -                  | -                  |             | -           | -           | 70     | 25     |
| gen.-giu.2024    | Friburgo         | BL               | 0          | 0          | CG              | 0               | 0               | UEL                | -                  | -                  | -           | -           | -           | 0      | 0      |
| Totale carriera  | Totale carriera  | Totale carriera  | 170        | 28         |                 | 12              | 3               |                    | -                  | -                  |             | -           | -           | 198    | 31     |

### Cronologia presenze e reti in nazionale
| Cronologia completa delle presenze e delle reti in nazionale ― Kosovo | Cronologia completa delle presenze e delle reti in nazionale ― Kosovo | Cronologia completa delle presenze e delle reti in nazionale ― Kosovo | Cronologia completa delle presenze e delle reti in nazionale ― Kosovo | Cronologia completa delle presenze e delle reti in nazionale ― Kosovo | Cronologia completa delle presenze e delle reti in nazionale ― Kosovo | Cronologia completa delle presenze e delle reti in nazionale ― Kosovo | Cronologia completa delle presenze e delle reti in nazionale ― Kosovo |
| Data                                                                  | Città                                                                 | In casa                                                               | Risultato                                                             | Ospiti                                                                | Competizione                                                          | Reti                                                                  | Note                                                                  |
| --------------------------------------------------------------------- | --------------------------------------------------------------------- | --------------------------------------------------------------------- | --------------------------------------------------------------------- | --------------------------------------------------------------------- | --------------------------------------------------------------------- | --------------------------------------------------------------------- | --------------------------------------------------------------------- |
| 7-9-2019                                                              | Pristina                                                              | Kosovo                                                                | 2 – 1                                                                 | Rep. Ceca                                                             | Qual. Euro 2020                                                       | -                                                                     | 56’                                                                   |
| 10-9-2019                                                             | Southampton                                                           | Inghilterra                                                           | 5 – 3                                                                 | Kosovo                                                                | Qual. Euro 2020                                                       | -                                                                     | 45’                                                                   |
| 10-10-2019                                                            | Pristina                                                              | Kosovo                                                                | 1 – 0                                                                 | Gibilterra                                                            | Amichevole                                                            | -                                                                     | 45’                                                                   |
| 11-10-2020                                                            | Pristina                                                              | Kosovo                                                                | 0 – 1                                                                 | Slovenia                                                              | UEFA Nations League 2020-2021 - 1º Turno                              | -                                                                     | 84’                                                                   |
| 5-9-2021                                                              | Pristina                                                              | Kosovo                                                                | 1 – 1                                                                 | Grecia                                                                | Qual. Mondiali 2022                                                   | -                                                                     | 84’                                                                   |
| 9-10-2021                                                             | Stoccolma                                                             | Svezia                                                                | 3 – 0                                                                 | Kosovo                                                                | Qual. Mondiali 2022                                                   | -                                                                     | 87’                                                                   |
| 12-10-2021                                                            | Pristina                                                              | Kosovo                                                                | 1 – 2                                                                 | Georgia                                                               | Qual. Mondiali 2022                                                   | -                                                                     | 86’                                                                   |
| 24-3-2022                                                             | Pristina                                                              | Kosovo                                                                | 5 – 0                                                                 | Burkina Faso                                                          | Amichevole                                                            | -                                                                     |                                                                       |
| 29-3-2022                                                             | Zurigo                                                                | Svizzera                                                              | 1 – 1                                                                 | Kosovo                                                                | Amichevole                                                            | -                                                                     | 75’                                                                   |
| 9-6-2022                                                              | Pristina                                                              | Kosovo                                                                | 3 – 2                                                                 | Irlanda del Nord                                                      | UEFA Nations League 2022-2023 - 1º Turno                              | -                                                                     |                                                                       |
| 12-6-2022                                                             | Volo                                                                  | Grecia                                                                | 2 – 0                                                                 | Kosovo                                                                | UEFA Nations League 2022-2023 - 1º Turno                              | -                                                                     | 58’                                                                   |
| 24-9-2022                                                             | Belfast                                                               | Irlanda del Nord                                                      | 2 – 1                                                                 | Kosovo                                                                | UEFA Nations League 2022-2023 - 1º Turno                              | -                                                                     | 78’                                                                   |
| 27-9-2022                                                             | Pristina                                                              | Kosovo                                                                | 5 – 1                                                                 | Cipro                                                                 | UEFA Nations League 2022-2023 - 1º Turno                              | 1                                                                     | 89’                                                                   |
| 25-3-2023                                                             | Haifa                                                                 | Israele                                                               | 1 – 1                                                                 | Kosovo                                                                | Qual. Euro 2024                                                       | -                                                                     | 79’                                                                   |
| 28-3-2023                                                             | Pristina                                                              | Kosovo                                                                | 1 – 1                                                                 | Andorra                                                               | Qual. Euro 2024                                                       | -                                                                     | 75’                                                                   |
| 16-6-2023                                                             | Pristina                                                              | Kosovo                                                                | 0 – 0                                                                 | Romania                                                               | Qual. Euro 2024                                                       | -                                                                     | 82’                                                                   |
| 19-6-2023                                                             | Budapest                                                              | Bielorussia                                                           | 2 – 1                                                                 | Kosovo                                                                | Qual. Euro 2024                                                       | -                                                                     |                                                                       |
| 9-9-2023                                                              | Pristina                                                              | Kosovo                                                                | 2 – 2                                                                 | Svizzera                                                              | Qual. Euro 2024                                                       | -                                                                     | 46’                                                                   |
| 12-9-2023                                                             | Bucarest                                                              | Romania                                                               | 2 – 0                                                                 | Kosovo                                                                | Qual. Euro 2024                                                       | -                                                                     | 54’                                                                   |
| 12-10-2023                                                            | Andorra la Vella                                                      | Andorra                                                               | 0 – 3                                                                 | Kosovo                                                                | Qual. Euro 2024                                                       | -                                                                     | 75’                                                                   |
| 12-11-2023                                                            | Pristina                                                              | Kosovo                                                                | 1 – 0                                                                 | Israele                                                               | Qual. Euro 2024                                                       | -                                                                     | 61’                                                                   |
| 18-11-2023                                                            | Basilea                                                               | Svizzera                                                              | 1 – 1                                                                 | Kosovo                                                                | Qual. Euro 2024                                                       | -                                                                     |                                                                       |
| 21-11-2023                                                            | Pristina                                                              | Kosovo                                                                | 0 – 1                                                                 | Bielorussia                                                           | Qual. Euro 2024                                                       | -                                                                     |                                                                       |
| 22-3-2024                                                             | Erevan                                                                | Armenia                                                               | 0 – 1                                                                 | Kosovo                                                                | Amichevole                                                            | -                                                                     | 68’                                                                   |
| 26-3-2024                                                             | Budapest                                                              | Ungheria                                                              | 2 – 0                                                                 | Kosovo                                                                | Amichevole                                                            | -                                                                     | 64’                                                                   |
| 6-9-2024                                                              | Pristina                                                              | Kosovo                                                                | 0 – 3                                                                 | Romania                                                               | UEFA Nations League 2024-2025 - 1º turno                              | -                                                                     | 66’                                                                   |
| 12-10-2024                                                            | Kaunas                                                                | Lituania                                                              | 1 – 2                                                                 | Kosovo                                                                | UEFA Nations League 2024-2025 - 1º turno                              | -                                                                     | 59’                                                                   |
| 15-10-2024                                                            | Pristina                                                              | Kosovo                                                                | 3 – 0                                                                 | Cipro                                                                 | UEFA Nations League 2024-2025 - 1º turno                              | -                                                                     | 16’                                                                   |
| 15-11-2024                                                            | Bucarest                                                              | Romania                                                               | 3 – 0 tav                                                             | Kosovo                                                                | UEFA Nations League 2024-2025 - 1º turno                              | -                                                                     | 82’                                                                   |
| 23-3-2025                                                             | Murcia                                                                | Islanda                                                               | 1 – 3                                                                 | Kosovo                                                                | UEFA Nations League 2024-2025 - Play-off                              | -                                                                     | 87’                                                                   |
| 6-6-2025                                                              | Pristina                                                              | Kosovo                                                                | 5 – 2                                                                 | Armenia                                                               | Amichevole                                                            | -                                                                     | 64’                                                                   |
| Totale                                                                |                                                                       | Presenze                                                              | 31                                                                    |                                                                       | Reti                                                                  | 1                                                                     |                                                                       |